# Станиславский сельский совет (Белозёрский район)
Станиславский сельский совет (укр. Станіславська сільська рада) — входит в состав
Белозёрского района
Херсонской области
Украины.
Административный центр сельского совета находится в 
с. Станислав
.

## История
- 1714 — дата образования.

## Населённые пункты совета
- с. Станислав